# Fahren (Pferd)

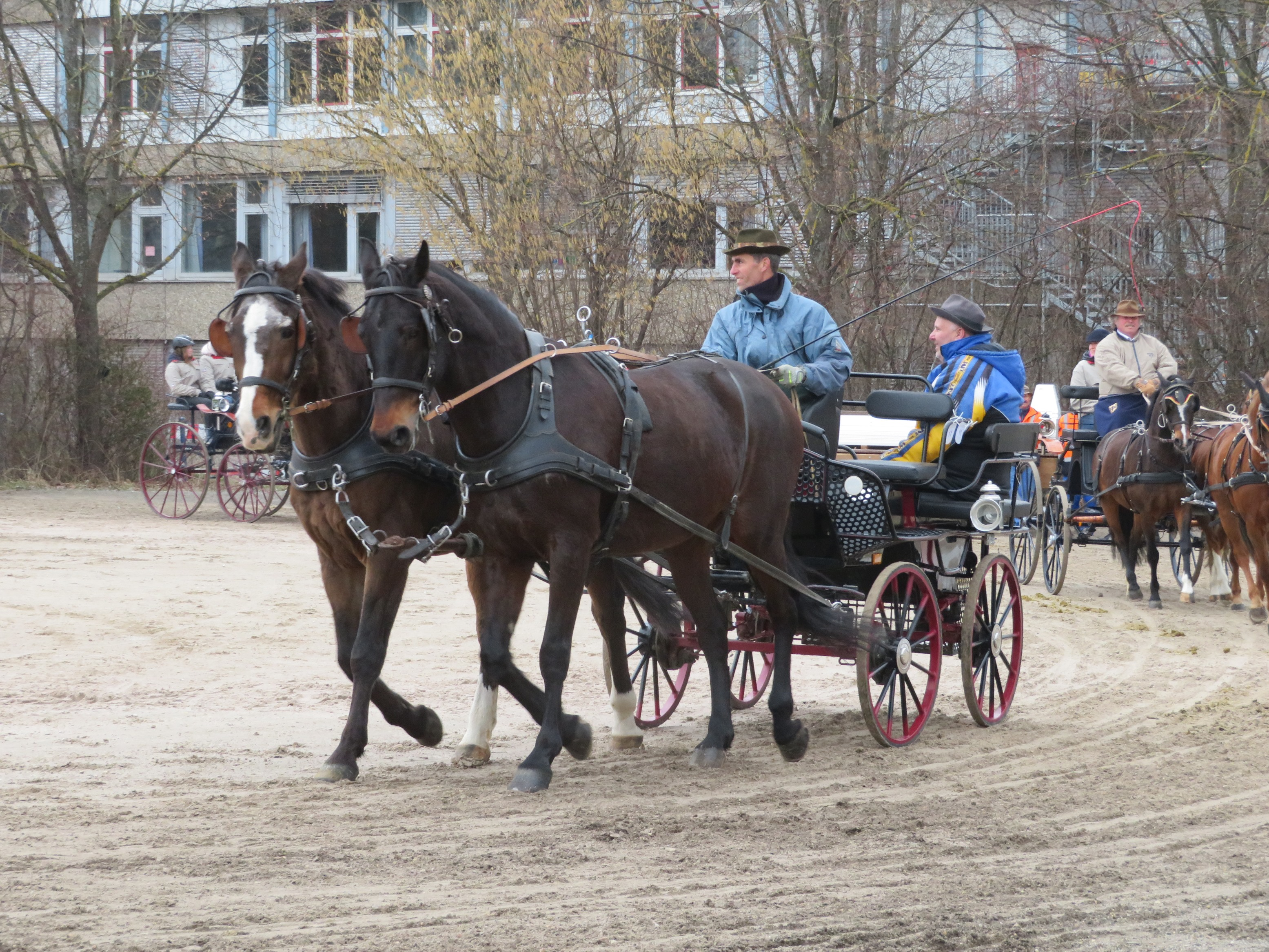
Zweispänner mit Marathonkumt, hinteres Gespann mit Brustblatt, Deutschland 2019

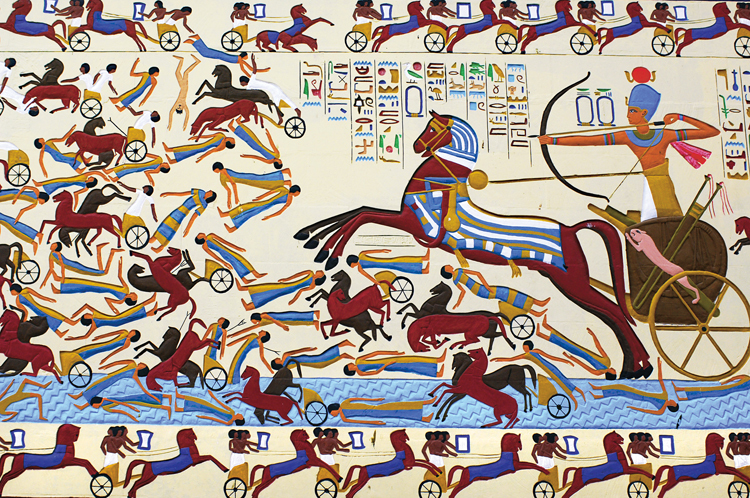
Ahmose I. beim Kampf gegen die Hyksos, um 1500 v. Chr.

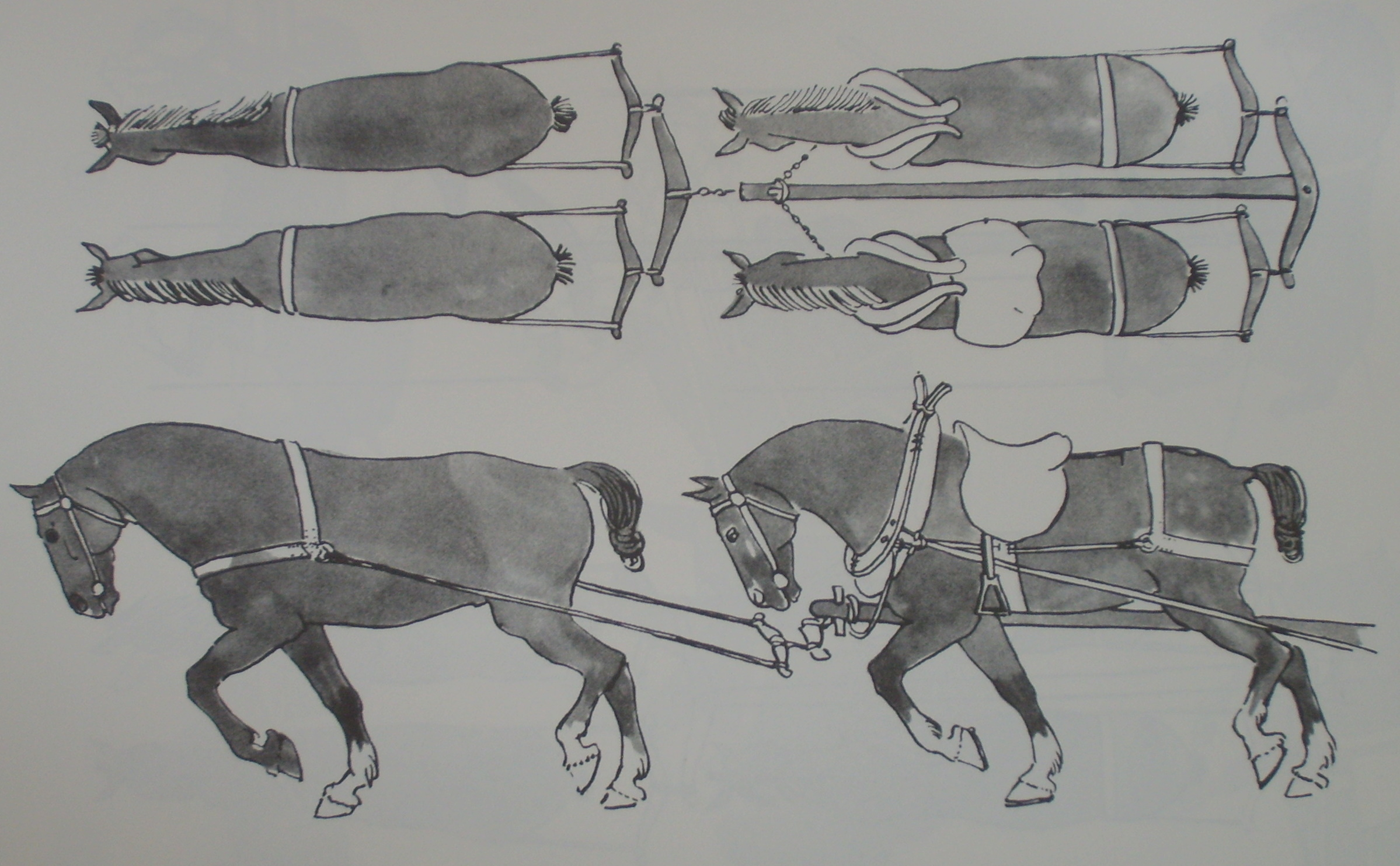
Mittelalterlicher Viererzug: 2 Vorderpferde mit Brustblatt, 2 Stangenpferde mit Arbeitskumt, das linke Stangenpferd trägt einen Sattel, nur die Stangenpferde können aufhalten und tragen dazu Hintergeschirre, die Vorderwaage ist eine Spielwaage, die hintere Waage vermutlich ebenfalls

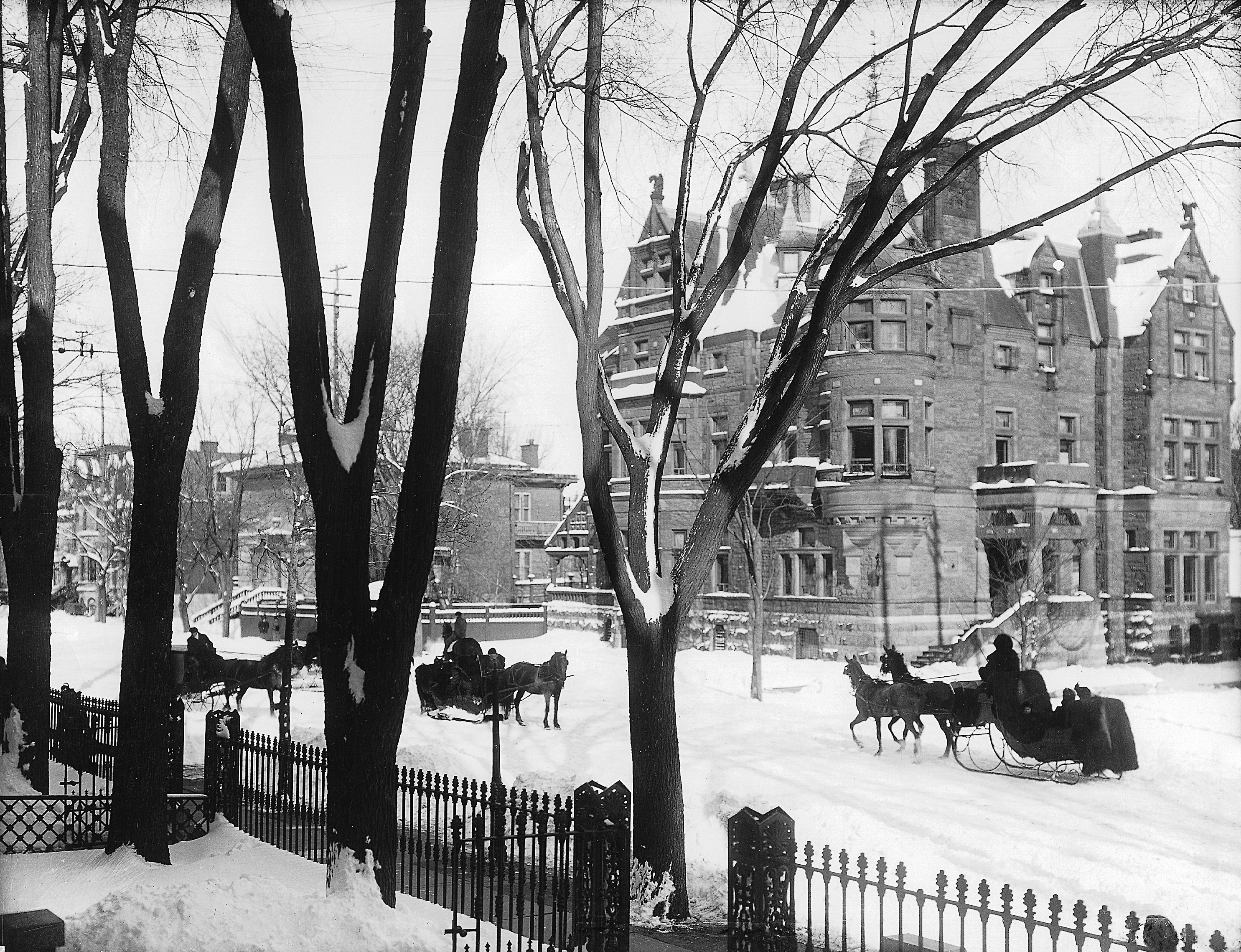
Pferdeschlitten, Montreal, 1896

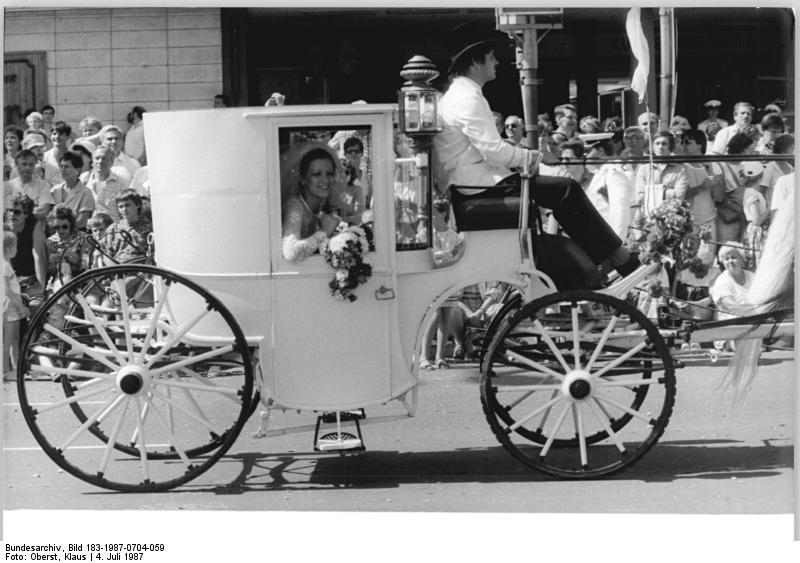
Hochzeitskutsche, Berlin, 1987

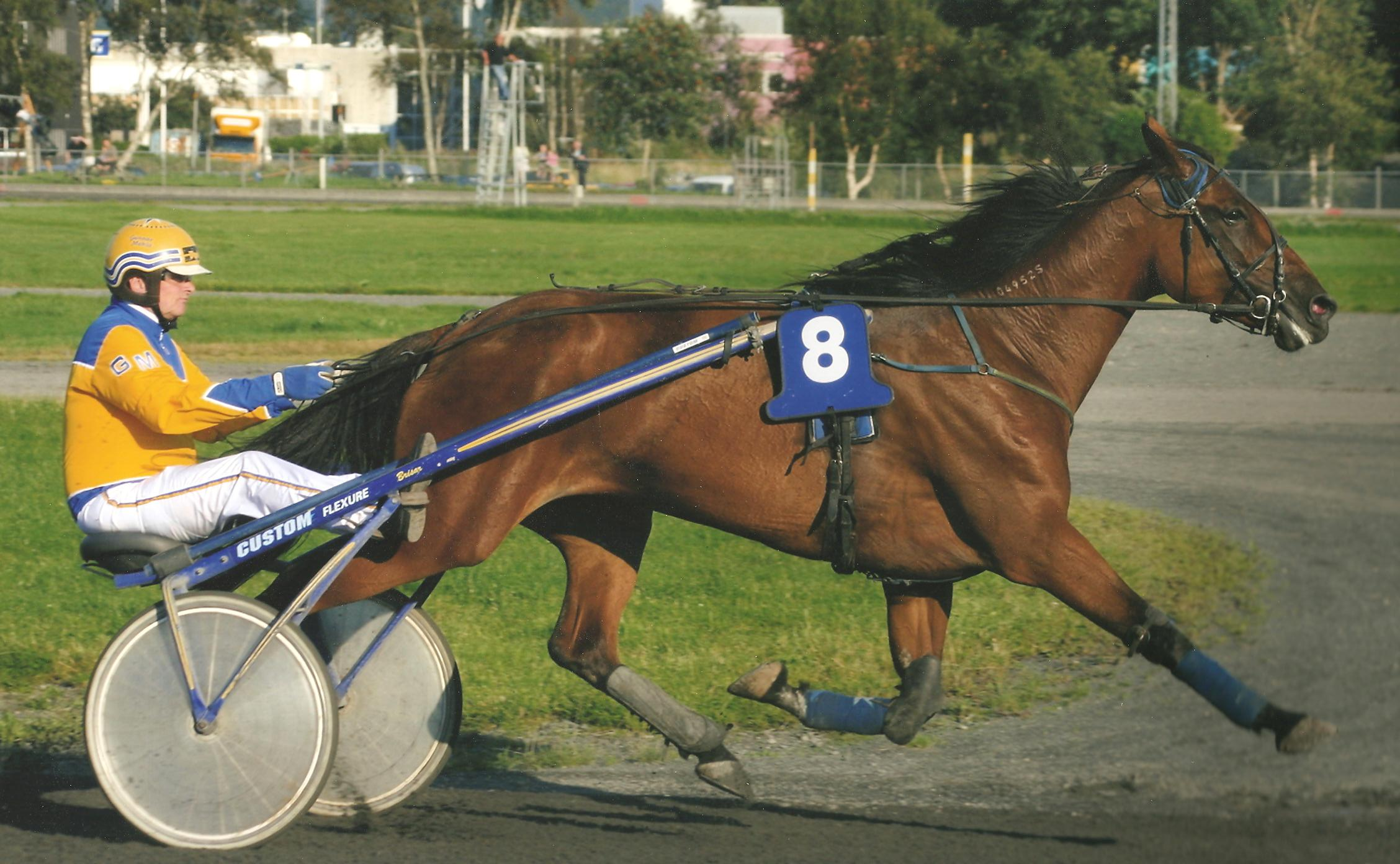
Trabrennen, Norwegen, 2007

Als Fahren mit Pferden, Ponys, Maultieren oder Eseln bezeichnet man das Anspannen von Equiden vor einen Wagen, eine Kutsche, einen Karren, einen Schlitten oder ein anderes Fuhrwerk mit Hilfe eines Geschirrs.

## Geschichte
Es gibt anthropologische Hinweise dafür, dass Pferde geritten, bevor sie angespannt wurden. Die eindeutigsten Beweise für die Domestikation des Pferdes sind die Sintaschta-Wagengräber im Südural von ungefähr 2000 v. Chr. In der Folgezeit verbreiteten sich domestizierte Pferde über ganz Europa. In den folgenden 500 Jahren finden sich Beweise für gefahrene Pferde in Griechenland, Ägypten und Mesopotamien. Weitere 500 Jahre später können von Pferden gezogene Wagen in China nachgewiesen werden.
Möglicherweise wurden Pferde auch schon früher angespannt. Die Standarte von Ur, aus dem alten Sumer, um 2500 v. Chr. zeigt vierspännige Eselwagen, die möglicherweise ein Joch trugen.
Als die Hyksos in Ägypten um 1600 v. Chr. einbrachen, zogen Pferde mit Brustblattgeschirren die Streitwagen, die den Pferden eine freiere Bewegung erlaubten und die dadurch mehr Gewicht ziehen konnten.
Das Kumt wurde im 5. Jahrhundert in China (Südliche und Nördliche Dynastien) entwickelt. Es erlaubte schwerere Zuglasten durch eine bessere Druckverteilung auf die Schultern. Das Kumt erreichte Europa im 9. Jahrhundert und wird seit dem 12. Jahrhundert flächendeckend eingesetzt.
Das Marathongeschirr, welches den Druck auf Schulter und Brust, also auf eine noch größere Fläche verteilt, wurde im Zusammenhang mit der „Marathon“ genannten Geländefahrt der kombinierten Prüfungen nach dem Zweiten Weltkrieg entwickelt. Es ist leichter als das Arbeitskumt, das die Last ebenfalls gut verteilt.
Mit der Einführung der Eisenbahn, Automobilen, Traktoren und anderen motorisierten Fahrzeugen wurden die Pferde nach dem Ersten Weltkrieg und in großem Ausmaß nach dem Zweiten Weltkrieg schrittweise aus dem Verkehr verdrängt.
Zugpferde werden in entwickelten Ländern vorwiegend in der Freizeit und im Sport verwendet. In zahlreichen weniger entwickelten Ländern besteht weiterhin Bedarf an Zugpferden für Verkehr und Landwirtschaft.

## Ausbildung
Ein Fahrpferd benötigt wie alle Pferde in menschlicher Obhut eine Grundausbildung. Wenn es mindestens zwei Jahre alt ist, kann mit dem Einfahren begonnen werden. Zur Fahrausbildung gehört das Longieren und das Fahren vom Boden.

## Fahrweise
In Deutschland wird das Achenbach-Fahrsystem gelehrt. Das ist eine von Benno von Achenbach entwickelte Fahrlehre im Pferdesport, die sich in Mitteleuropa verbreitet hat und vor allem in Deutschland in Bezug auf Ausrüstung, Hilfengebung, Leinenführung, Lehre und Wettbewerbe zu einem Quasi-Standard geworden ist.

## Einsatzgebiete
Pferde können als Zugtier in der Landwirtschaft beim Pflügen und andere landwirtschaftlichen Arbeiten zum Einsatz kommen. In autofreien Ferienorten ziehen sie Wagen, in anderen Weltgegenden auch Karren, Schiffe, landwirtschaftliche Geräte, oder als sanftes Betriebsmittel Baumstämme im naturnahen Waldbau. Pferde werden zu feierlichen Anlässe wie Hochzeiten, bei Militärparaden, beispielsweise dem britischen Trooping the Colour oder im Tourismus, beispielsweise vor Wattwagen gespannt.
Es gibt zahlreiche Wettbewerbe für Zugpferde. Bei Trabrennen ziehen sie leichtgewichtige Sulkys für eine Person. Am anderen Ende der Skala werden Zugleistungs-Wettbewerbe  mit tonnenschwerer Zuglast veranstaltet. Das Spektrum der Prüfungen reicht vom Skijöring, über den Trabrennsport, Traditionsfahren, das in Frankreich beliebte Trec attelé bis zu internationalen kombinierten Prüfungen.

## Anspannung
Es gibt verschiedene Möglichkeiten der Anspannung. Bei Mehrspännern ziehen mehrere Pferde gemeinsam. Dabei können sie unterschiedlich angeordnet werden. Sie können mit oder ohne Ortscheite beziehungsweise Spielwaage ziehen. Sie können ein Brustblatt-, Marathon- oder Kumt-Geschirr tragen. Der Stil kann englisch, ungarisch, amerikanisch oder Arbeits-Anspannung sein.